# Jaroslav Matoušek (letec)
Jaroslav Matoušek (14. února 1915 Choceň – 16. října 1940 Londýn u Bentley Priory) byl český palubní radiotelegrafista, příslušník 311. československé bombardovací perutě a oběť druhé světové války.

## Život

### Před druhou světovou válkou
Jaroslav Matoušek se narodil 14. února 1915 v Chocni v rodině kožešnického mistra. Vystudoval Obchodní akademii v Chrudimi a poté se připravoval na dráhu armádního letce na vojenském leteckém učilišti v Prostějově.

### Druhá světová válka
Po německé okupaci opustil v červnu 1939 Jaroslav Matoušek ilegálně Protektorát Čechy a Morava a přes Polsko se dostal do Francie. Po pádu Francie v červnu 1940 se evakuoval do Spojeného království. Zde byl přijat do Royal Air Force a 29. července 1940 zařazen jako radiotelegrafista k 311. československé bombardovací peruti, kde létal strojích Vickers Wellington. Při nočním náletu na Brémy dne 16. října 1940 byl Matouškův Vickers Wellington N2771 KX-H poškozen, mj. měl nefunkční vysílačku a navigační přístroje. S tímto hendikepem vletěl letoun v mlze do balónové baráže nad Londýnem a jedno z lan mu oddělilo pravé křídlo. Stroj se zřítil na tenisové hřiště u sídla Fighter Command v Bentley Priory. Až na Františka Truhláře zahynula celá posádka. Jaroslav Matoušek byl 21. října 1940 společně s ostatními pohřben na novém hřbitově v londýnské čtvrti Pinner.

## Posmrtná ocenění
- Jaroslavu Matouškovi byl in memoriam udělen Československý válečný kříž 1939
- Jaroslav Matoušek byl in memoriam povýšen do hodnosti podplukovníka